# Дуравино (Ивановская область)
Дуравино — деревня в Вичугском районе Ивановской области. Входит в состав Сошниковского сельского поселения.

## География
Находится в северо-восточной части Ивановской области на расстоянии приблизительно 4 км на восток по прямой от районного центра города Вичуга.

## История
В 1872 году здесь (тогда деревня Дуровино Кинешемского уезда Костромской губернии) было учтено 35 дворов, в 1907 году — 38.

## Население
Постоянное население составляло 182 человека (1872 год), 146 (1897), 252 (1907), 8 в 2002 году (русские 100 %), 9 в 2010.